# Scoria

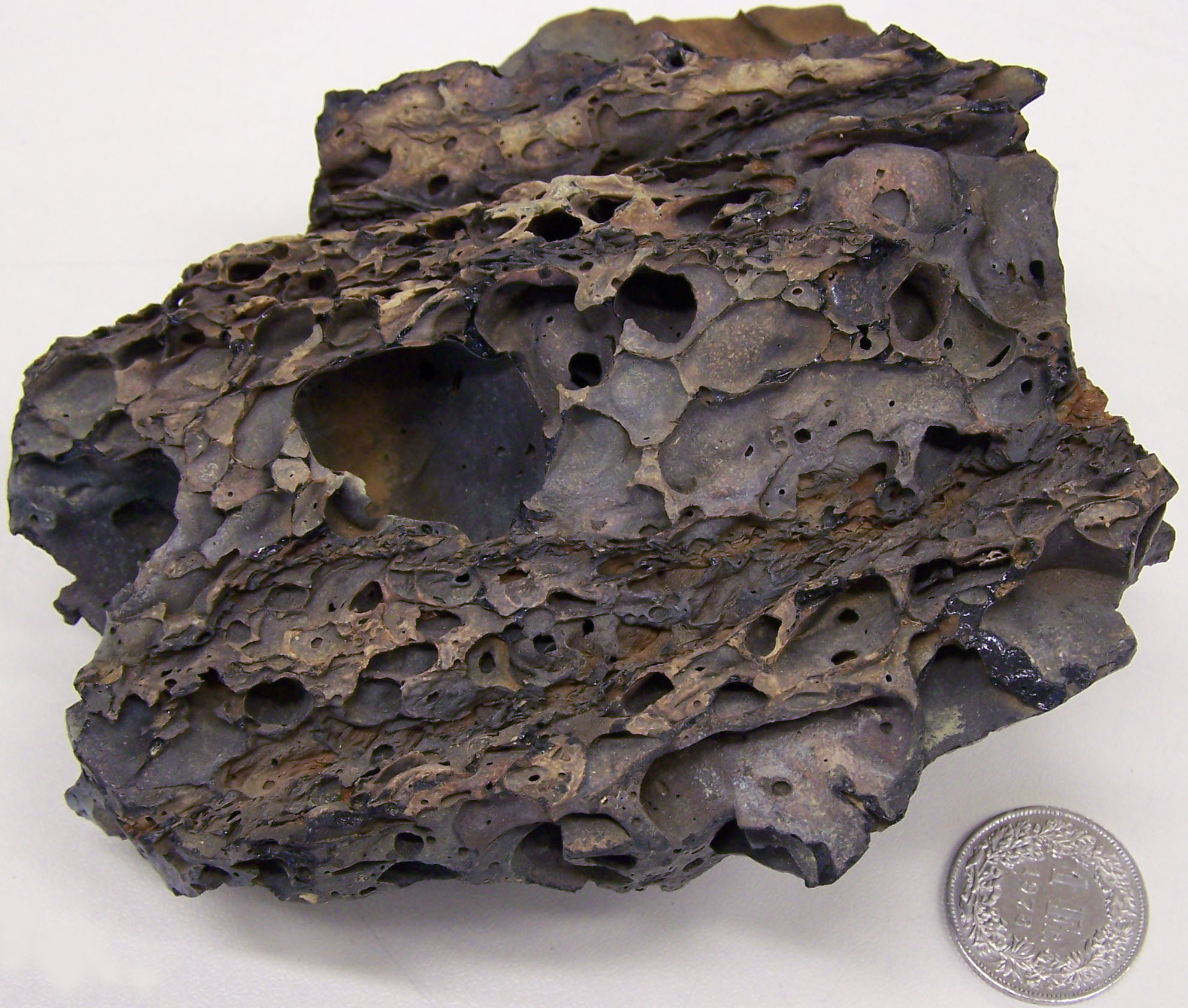
Scoria

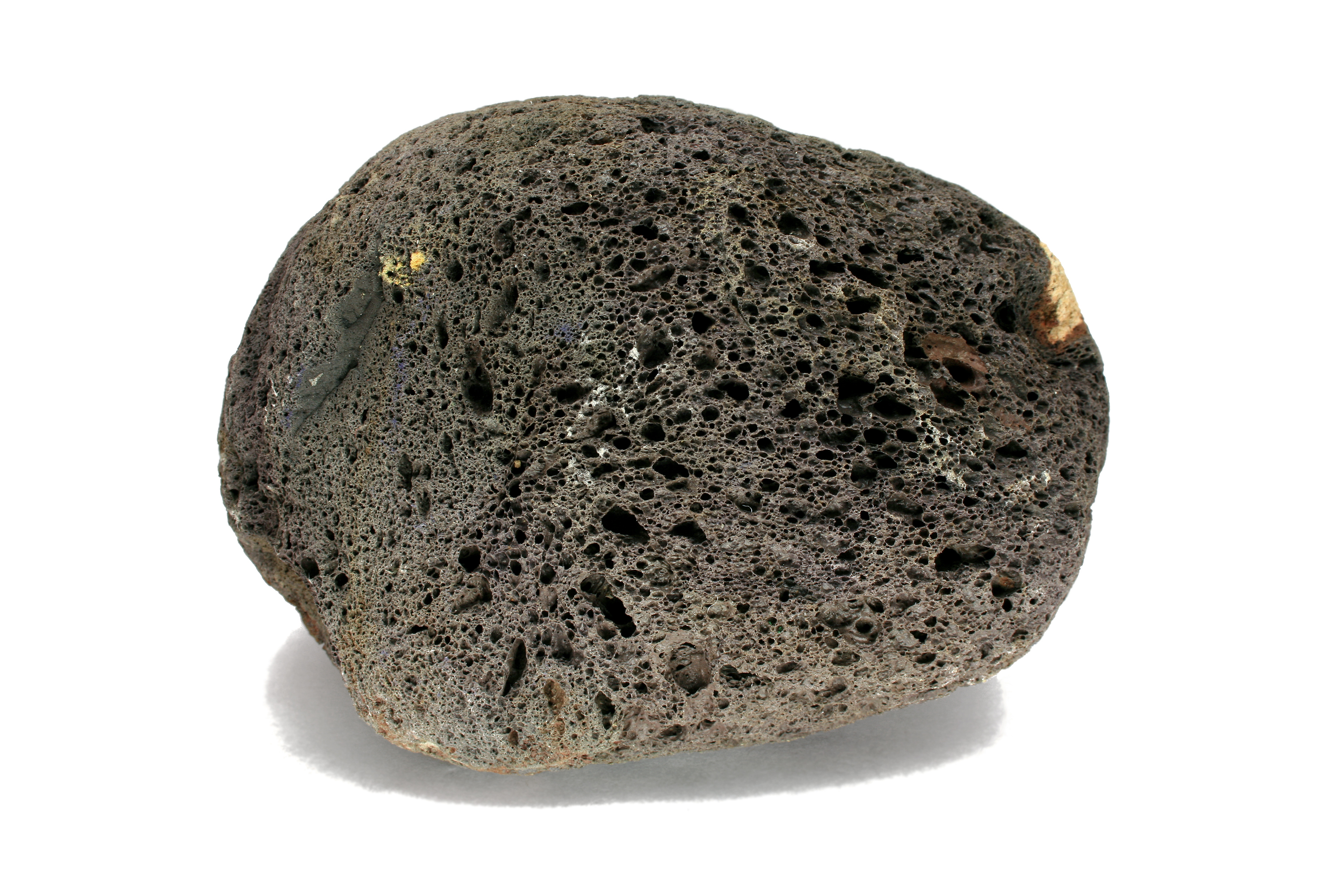
Scoria

Scoria är en bergart består av pyroklastiskt material som liknar pimpsten men är mörkare. Vittrade och/eller oxiderade ytor är brunaktiga. Bergarten förekommer ofta som fragment. Scoria är en lätt bergart som innehåller stora hålrum. Kornstorleken är  oftast mindre än 0,1 mm. 
Man hittar ofta scoria i unga vulkaniska områden som Kanarieöarna. På grund av bergartens porositet saknas det ofta växter i scoriaområden. Magman som bildat bergarten är oftast basaltisk men kan också vara andesitisk.